# Goulburn (rivière)
Pour les articles homonymes, voir Goulburn (homonymie).
Le Goulburn est une rivière du Victoria et de la Nouvelle-Galles du Sud en Australie et un affluent gauche du Murray, le principal fleuve d'Australie.

## Hydronymes australiens
Le Goulburn est le nom porté par deux rivières australiennes : l'une située dans l'État du Victoria et l'autre en Nouvelle-Galles du Sud.

## Géographie
D'une longueur de 529 km, le Goulburn est une rivière majeure à l'intérieur des terres du Victoria, qui tire son nom de Henry Goulburn. Le cours supérieur prend naissance à l'ouest des Alpes australiennes, près du mont Buller. Le barrage d'Eildon est à l'origine du lac du même nom qui est l'un des plus importants bassins de stockage d'eau. Cette eau est utilisée pour l'irrigation et est envoyée vers le barrage et le bassin de Waranga.
Au nord d'Eildon, le Goulburn entre dans les plaines au nord du Victoria et se jette finalement dans le Murray, à proximité d'Echuca. La productivité agricole de cette zone irriguée est importante.
Parmi ses affluents, on retrouve notamment le Delatite, le Rubicon, le Howqua et le Jamieson.